# Nagy Gyula (pedagógus)
Nagy Gyula (Debrecen, 1866. február 28. – Debrecen, 1948. január 15.) tanár, a Debreceni Református Felsőbb Leányiskola és Tanítónőképző Intézet majd a Debreceni Református Tanítónőképző Intézet igazgatója.

## Élete
Nagy József csizmadia és Szikszay Zsuzsanna fiaként született, 1866. március 7-én keresztelték. Lelkészi oklevelet szerzett, majd 1893-ban a Felsőbb Leányiskola hittantanára lett. Az 1899-ben megnyílt Tanítónőképzőben is tanított, kezdetben éneket is. Itt 1905-től a neveléstan és lélektan tanára lett, vezette a tanítási gyakorlatokat is. Az Önképzőkör vezetőtanára volt. 1908-ban követte Dóczy Gedeont az intézet élén. Támogatta a két tagozat különválását, és amikor ez bekövetkezett, 1909-től 1922-ig a Tanítónőképző igazgatója lett. Modern pedagógiai felfogását tükrözi igazgatói székfoglalója, melyben a tanítónőképző végzős növendékeit a tanári kar munkatársainak nevezte a kisebbek nevelésében.
Részt vett az Egyházkerület vallástanterveinek és vallástankönyveinek kidolgozásában.